# 喜三太

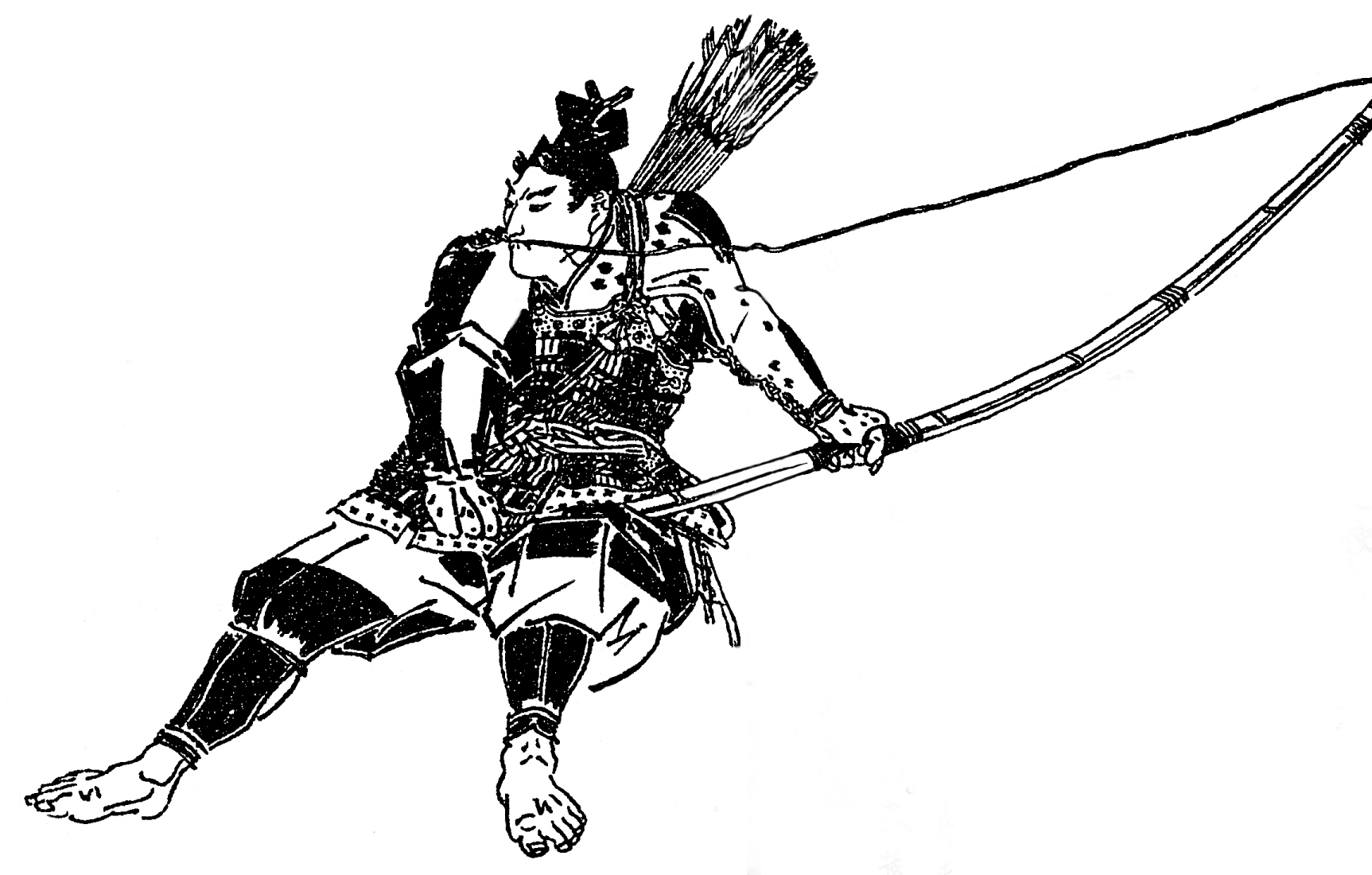
喜三太／江戸時代『前賢故実』より。画：菊池容斎

喜三太（きさんた／きさんだ）は、室町時代初期に成立した軍記・伝記物語『義経記』に登場する架空の人物。源義経の郎党の一人である。

## 人物
普段は主人である義経に対面する事もない最も身分の低い下男であったが、源頼朝の命を受けた土佐坊昌俊が京の義経亭を襲撃した際、郎党が出払っていた館に唯一残っており、弓を持って奮戦した。藤原純友や平将門にも劣らぬ弓の名手であり、この時23歳であったという。その後義経の都落ちに従い、衣川館での戦いで十郎権頭兼房と共に義経一家の籠もる館を守って討ち死にした。

## 関連作品
テレビドラマ
- 『源義経』（1966年、NHK大河ドラマ、演：常田富士男）
- 『武蔵坊弁慶』（1986年、NHK新大型時代劇、演：中村吉三郎）
- 『義経』（2005年、NHK大河ドラマ、演：伊藤淳史）